# Nipaipo
Nipaipo eller Nepai (二八), som är den ursprungliga katan i karate och togs upp av Okinawa-mästaren i chuan fa, Wu Xian Hui, även känd som Go Kenki. Formen för stilens tekniska utförande är hämtad från Shaolin kung fus Vita Tranan utvecklad vid Shaolintemplet.

## Nipaipo
Nipaipo (ニパイポ) är den form som skapades av mäster Kenwa Mabuni genom att sammanställa de lärdomar som han hade fått från Go Kenki. Den tränas av vissa stilar inom grundskolan Shitō-ryū.

### Nijuhachiho
Nijuhachiho (二十八歩) är en form som anpassats från nipaipo till grundskolan shōtōkan-ryū och utövas av mäster Hirokazu Kanazawas stil. Syftet är att främja tillämpning av tekniker som inte är vanliga eller finns inom hans stil, och teknikerna kan därefter tränas och studeras som kihon.

## Släktträd
|              |           |           |           |           |           |  |  | Chuan fa |          |          |          |          |          |  |  |                  |                  |                  |                  |                  |                  |
|              |           |           |           |           |           |  |  |          |          |          |          |          |          |  |  |                  |                  |                  |                  |                  |                  |
|              |           |           |           |           |           |  |  | Naha-te  |          |          |          |          |          |  |  |                  |                  |                  |                  |                  |                  |
|              |           |           |           |           |           |  |  |          |          |          |          |          |          |  |  |                  |                  |                  |                  |                  |                  |
|              |           |           |           |           |           |  |  |          |          |          |          |          |          |  |  |                  |                  |                  |                  |                  |                  |
| Shitō-ryū    | Shitō-ryū | Shitō-ryū | Shitō-ryū | Shitō-ryū | Shitō-ryū |  |  | Tōon-ryū | Tōon-ryū | Tōon-ryū | Tōon-ryū | Tōon-ryū | Tōon-ryū |  |  | Shindō jinen ryū | Shindō jinen ryū | Shindō jinen ryū | Shindō jinen ryū | Shindō jinen ryū | Shindō jinen ryū |
| Shitō-ryū    | Shitō-ryū | Shitō-ryū | Shitō-ryū | Shitō-ryū | Shitō-ryū |  |  | Tōon-ryū | Tōon-ryū | Tōon-ryū | Tōon-ryū | Tōon-ryū | Tōon-ryū |  |  | Shindō jinen ryū | Shindō jinen ryū | Shindō jinen ryū | Shindō jinen ryū | Shindō jinen ryū | Shindō jinen ryū |
| Shōtōkan-ryū |           |           |           |           |           |  |  |          |          |          |          |          |          |  |  |                  |                  |                  |                  |                  |                  |